# 库尔桑
库尔桑（法語：Coursan，法語發音：[kuʁsɑ̃] ⓘ）是法国奥德省的一个市镇，属于纳博讷区。

## 地理
库尔桑（43°13'57"N, 3°3'32"E）面积24.61 平方千米，位于法国奧克西塔尼大區奥德省，该省份为法国南部沿海省份，北起塔恩省，西北接上加龙省，西接阿列日省，南至东比利牛斯省，东临地中海，东北与埃罗省接壤。
与库尔桑接壤的市镇（或旧市镇、城区）包括：屈克萨克多德、纳博讷、萨勒多德、维纳桑、尼桑莱藏塞吕讷。

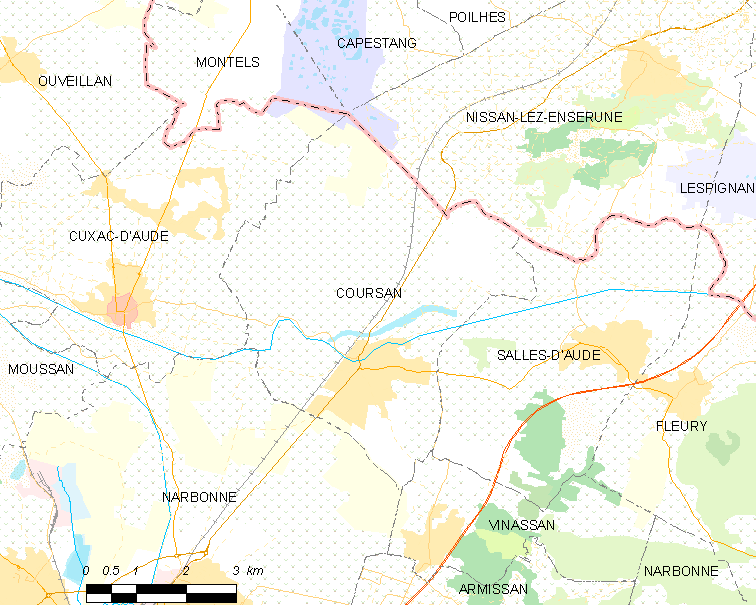
库尔桑的OSM定位图

库尔桑的时区为UTC+01:00、UTC+02:00（夏令时）。

## 行政
库尔桑的邮政编码为11110，INSEE市镇编码为11106。

## 政治
库尔桑所属的省级选区为奥德低平原县。

## 人口

1962-2008年间库尔桑人口变化图示

库尔桑于2022年1月1日时的人口数量为5762人。